# زیر نور کم
زیر نور کم با نام اول سمفونی تولد نام دومین فیلم سینمایی محمد پرویزی در مقام کارگردان است که مانند فیلم اولش لابی در سال ۱۳۹۴ ساخته شده است این اثر در سال ۱۴۰۰ اکران شده است.

## خلاصه فیلم
گذشته، آرام نیست. هر آنه که از گذشته باز می‌گردد، تنها به یاد نمی‌آید، بلکه گاهی به شیوه تکان‌دهنده ای تجربه می‌شود.

## بازیگران[۱]
- صابر ابر
- لیلا زارع
- حمیدرضا آذرنگ
- بهناز جعفری
- بیتا بادران
- رابعه مدنی
- روح الله کمانی
- تیرداد کیایی
- نیلوفر شهیدی
- احسان عباسی

## سایر عوامل
- فیلمنامه: محمد پرویزی و محمدرضا (پژمان) زهاب
- فیلمبرداری: محمد آلادپوش
- تدوین: فرناز روشنایی
- موسیقی: صادق تسبیحی
- صدابرداری: امیر نوبخت حقیقی
- طراح صحنه و لباس: کامیاب امین عشایری
- طراح گریم: افروز بوجاریا